# ریشارد شورکوفسکی
ریشارد شورکوفسکی (لهستانی: Ryszard Szurkowski; ۱۲ ژانویهٔ ۱۹۴۶ – ۱ فوریهٔ ۲۰۲۱) دوچرخه‌سوار اهل لهستان بود.
وی در مسابقات کشوری و بین‌المللی در مجموع برندهٔ ۳ مدال طلا، ۳ مدال نقره شده‌است.